# Mandres-aux-Quatre-Tours
Mandres-aux-Quatre-Tours – miejscowość i gmina we Francji, w regionie Grand Est, w departamencie Meurthe i Mozela.
Według danych na rok 1990 gminę zamieszkiwały 162 osoby, a gęstość zaludnienia wynosiła 16 osób/km² (wśród 2335 gmin Lotaryngii Mandres-aux-Quatre-Tours plasuje się na 883. miejscu pod względem liczby ludności, natomiast pod względem powierzchni na 597. miejscu).